# 亚历克斯·麦卡锡
阿歷斯·施蒙·麥卡菲（英語：Alex Simon McCarthy；1989年12月3日—）是一名英格蘭職業足球員，司職門將，出身雷丁，現時效力英超球會南安普顿。

## 生平

### 球會
麥卡菲在雷丁青訓學院接受訓練，於2008年3月26日以汲取工作經驗條款借用到議會全國聯賽的劍橋聯，並於兩日後0-3負於京達米士特首次上陣。其後於2009年2月2日再獲外借到艾迪索特，為期1個月，於2月14日在英乙聯賽首次披甲，作客2-3不敵艾斯特城，僅為艾迪索特上陣4場後，雷丁因為正選門將（Marcus Hahnemann）受傷，隨即提早召回麥卡菲作為的副車。
2009/10年球季季初麥卡菲獲借用到英甲球會伊奧維直到翌年1月，並與雷丁續約至2011年。他於球季揭幕日為伊奧維首次上陣，主場2-0擊敗燦美爾；2009年9月12日麥卡菲接獲展開足球生涯以來首面紅牌，於主場對史托港在開賽後僅20分鐘，在禁區內侵犯尼古拉斯·比格纳尔（Nicholas Bignall），除被罰十二碼外，更遭直接驅逐離場，巧合的是比格纳尔是他在雷丁的隊友，當時正被借用到史托港。期間上陣24場表現出色，於1月先獲延長借用1個月，其後再延長多1個月，最終延長至球季結束。在效力的整個球季，麥卡菲為伊奧維在46場聯賽中上陣44場，球隊的12場沒有失球賽事全由麥卡尼把關，他亦在季初在英格蘭聯賽盃上陣1場。
新球季展開前，麥卡菲再與雷丁簽訂新約留效至2013年。2010年8月12日他再獲外借到英甲球會賓福特1個月，期間上陣3場後，借用期滿返回母會，由隊友本·哈默尔（Ben Hamer）接替把守獨木關。
2011年2月19日麥卡菲首次為雷丁上陣，於對屈福特的賽事末段後補入替受傷離場的，戰果雙方1-1平手完場。費達歷斯由於膝蓋韌帶撕裂而預計需要缺陣最少6星期，因此麥卡菲可以有較長的一段時間擔任球隊正選，包括在葛迪遜公園球場對愛華頓的英格蘭足總盃賽事。3天後麥卡菲首次正選上陣出戰米禾爾，雷丁以2-1獲勝。麥卡菲第三場上陣於3-3賽和水晶宮在塞尔赫斯特公园球场救出1個十二碼。
2011年3月1日麥卡菲在英格蘭足總盃作客出戰愛華頓，下半場後段時間他擋出奧士文的近射，協助球隊以1-0淘汰其英超對手晉級半準決賽，利物浦名宿奇雲·基瑾讚賞麥卡菲的優異表現。3月13日於足總盃八強作客曼徹斯特市球場對英超豪門曼城，雖然麥卡菲作出無數次撲救，包括擋出胡禮·菲臘斯和大衛·施華的連環施射，第二球射門更踢中他的臉部，但最終仍被米卡·李察士頂破大門，以0-1遭受淘汰。
3月19日返回聯賽賽場，麥卡菲在作客對班士利第二次為雷丁保持清白之軀，救出希亞活及馬田·迪雲尼（Martin Devaney）的射球，以1-0擊敗對手保持晉身升班附加賽的機會。4月22日他獲選「聯賽三月最佳青年球員」。
2011年11月4日麥卡菲獲借用到另一支英冠球隊列斯聯，為期1個月，期間上陣6場有3場保持沒有失球，並於對屈福特時救出1球十二碼，獲延長借用多1個月，但其時列斯聯的正選門將安德魯·朗拿根已經傷愈復出，他再沒有獲得上陣機會，於2012年1月3日結束借用返回母會。
麥卡菲與雷丁續約至2016年後，於2012年1月9日再被借用到葉士域治至4月11日，期間上陣10場，於3月28日因米基·安達臣友賽受傷而被雷丁提前召回。
2014年8月29日，麥卡菲轉投重返英超的昆士柏流浪，身價沒有透露，簽約四年。2015年夏季於昆士柏流浪降班後轉投水晶宮，據報轉會費為350萬鎊，簽約四年。

### 國家隊
麥卡菲曾經入選英格蘭U19並多次獲得英格蘭U21的徵召。2010年8月10日他首次代表英格蘭U21上陣，在阿斯顿·加特球场與烏茲別克U21的友誼賽下半場入替法蘭·費丁。
2011年3月15日麥卡菲入選作客對丹麥U21及主場對冰島U21兩場友誼賽的31人大軍名單，如果獲派上陣他將會面對雷丁的師弟，代表丹麥的（Mikkel Andersen）和前隊友現時效力，代表冰島的（Gylfi Sigurðsson）。3月24日麥卡菲首次代表英格蘭U21正選上陣，在維堡出戰丹麥，踢足全場保持沒有失球，輕鬆大勝4-0而回；3月28日返回主場在普雷斯顿的迪普戴爾球場迎戰冰島，麥卡菲再次正選上陣踢了半場，完半場前被射入成1-1，最終更以1-2落敗。

## 榮譽

### 個人
- 南安普顿賽季最佳球員：2017-18賽季

## 外部連結
- 足球数据库：阿歷斯·麥卡尼的球员统计数据
- 足球数据库：阿歷斯·麥卡尼的球员统计数据
- 雷丁官網簡歷
- 英格蘭足總官網簡歷 （页面存档备份，存于）